# Chiesa della Madonna della Neve (Santa Fiora)
La chiesa della Madonna della Neve è un edificio sacro situato a Santa Fiora, in provincia di Grosseto.

## Storia e descrizione
La chiesetta è detta anche "della Piscina" per la vicinanza con il complesso della Peschiera, dove si raccolgono le acque del Fiora.
Gli scavi archeologici condotti per il rifacimento della pavimentazione, e tuttora ammirabili attraverso i grandi cristalli del pavimento, mostrano il luogo prima della costruzione della chiesa.
Nel Trecento qui passava una strada lastricata su cui si affacciavano piccoli edifici costruiti attorno alla Peschiera, probabilmente per ospitare laboratori di artigiani che avevano bisogno di acqua. Un ruscello attraversava la strada, che lo superava mediante un piccolo ponte di cui resta visibile uno dei muri portanti. Quando la chiesa fu edificata, nel XV secolo, il ruscello venne incanalato in una grossa condotta in pietra che sfociava nella Peschiera. Più o meno negli stessi anni gli abitanti dei vicini rioni di Monte Catino e Borgo iniziarono a testimoniare che una piccola immagine della Madonna, dipinta in un tabernacolo (che si doveva trovare al lato della strada lastricata, forse dove oggi è l'altare maggiore) stava operando grazie e miracoli. Per questo motivo i cittadini, gli Sforza, i frati agostiniani del vicino convento e il vescovo di Chiusi, promossero e realizzarono la costruzione della chiesa nelle forme attuali.
La facciata è ornata con un bel rilievo di scuola robbiana con le Sante Flora e Lucilla, del XV secolo.
All'interno, un ciclo di affreschi con figure di santi tra cui, nel presbiterio, un piccolo ciclo di santi agostiniani (San Nicola da Tolentino, Sant'Agostino, Santa Monica e San Guglielmo di Malavalle) dipinti da Francesco Nasini (1640).